# Lattenweiler
Lattenweiler (mundartlich: Latəwilər) ist ein Gemeindeteil der bayerisch-schwäbischen Großen Kreisstadt Lindau (Bodensee).

## Geografie
Der Weiler liegt circa sechs Kilometer nördlich der Lindauer Insel. Südlich der Ortschaft verläuft die Bahnstrecke Buchloe–Lindau. Im Norden verläuft die Ländergrenze zu Tettnang und Achberg in Baden-Württemberg.

## Ortsname
Der Ortsname stammt vom mittelhochdeutschen Personennamen Lante und bedeutet Weiler des Lante.

## Geschichte
Lattenweiler wurde erstmals urkundlich im Jahr 1371 mit dem hoff ze Lantewiler erwähnt. Im Jahr 1626 wurden fünf Häuser im Ort gezählt. Der Ort gehörte einst zum äußeren Gericht der Reichsstadt Lindau und später zur Gemeinde Oberreitnau, die 1971 in der Gemeinde Reitnau aufging, welche ihrerseits 1976 in die Stadt Lindau eingemeindet wurde.